# Бруно, Массимо
Массимо Бруно (итал. Massimo Bruno; родился 17 сентября 1993 года в Буссю, Бельгия) — бельгийский футболист, полузащитник клуба «Кортрейк».

## Клубная карьера

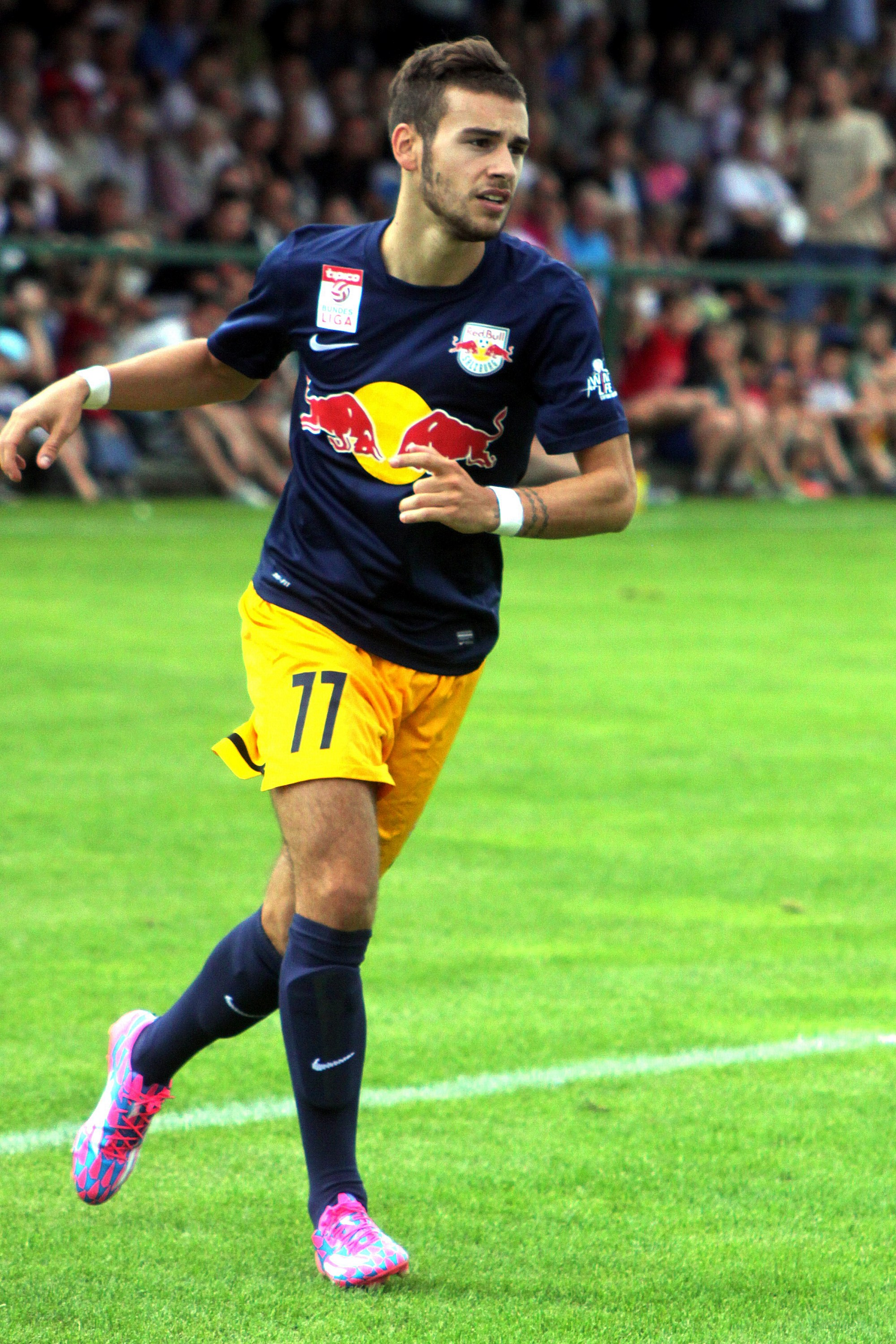
Бруно в составе «Ред Булл» Зальцбург

Бруно выступал в различных молодёжных клубах, пока в 2009 году не пришёл в футбольную академию «Шарлеруа». В 2010 году он был включен в заявку команды на сезон. 23 марта 2011 в матче против «Серкль Брюгге» он дебютировал в Жюпиле лиге. Летом того же года Массимо перешёл в «Андерлехт». 12 августа в поединке против «Серкль Брюгге» он дебютировал за новый клуб, заменив в конце матча Дьёмерси Мбокани. 2 сентября во встрече против «Генка» Бруно забил свой первый гол за «Андерлехт». В составе команды он дважды выиграл чемпионат и Суперкубок Бельгии.
Летом 2014 года Массимо перешёл в немецкий «РБ Лейпциг» и сразу же был отдан в аренду в австрийский «Ред Булл». 26 июля в матче против «Винер-Нойштадт» он дебютировал в австрийской Бундеслиге. 2 августа в поединке против «Рида» Бруно забил свой первый гол за «быков».
Летом 2015 года после окончания аренды Массимо вернулся в «РБ Лейпциг». 25 июля в матче против «Франкфурта» он дебютировал во Второй Бундеслиге. 2 апреля 2016 года в поединке против «Бохума» Бруно сделал «дубль», забив свои первые голы за «Лейпциг». По итогам сезона он помог клубу выйти в элиту. 28 августа в матче против «Хоффенхайма» Массимо дебютировал в Бундеслиге. Летом того же года Бруно на правах аренды вернулся в «Андерлехт».
Летом 2018 года Бруно перешёл в «Шарлеруа». 1 сентября в матче против «Мускрон-Перювельз» он дебютировал за новую команду. 10 ноября в поединке против «Брюгге» Массимо забил свой первый гол за «Шарлеруа». Летом 2021 года Бруно подписал контракт с турецким клубом «Бурсаспор». 23 августа в матче против «ББ Эрзурумспор» он дебютировал в Первой лиге Турции. 15 сентября в поединке против «Самсунспора» Массимо забил свой первый гол за «Бурсаспор». Летом 2022 года Бруно вернулся на родину, став игроком клуба «Кортрейк». 

## Достижения
«Андерлехт»
- Чемпион Бельгии (4): 2011/12, 2012/13, 2013/14, 2016/17
- Обладатель Суперкубка Бельгии: 2013